# Astrorotalia
Astrorotalia es un género de foraminífero planctónico de la familia Globorotaliidae, de la superfamilia Globorotalioidea, del suborden Globigerinina y del orden Globigerinida. Su especie tipo es Astrorotalia palmerae. Su rango cronoestratigráfico abarca el Ypresiense superior (Eoceno inferior).

## Descripción
Astrorotalia incluía especies con conchas trocoespiraladas, de trocospira plana y forma estrellada; sus cámaras eran ovaladas y, las últimas, alargadas radialmente, con una tubuloespina gruesa que parte desde la parte media de cada cámara; sus suturas intercamerales eran radiales o ligeramente curvadas, e incididas; su contorno ecuatorial era estrellado; su periferia era aguda, con muricocarena poco desarrollada; su ombligo era amplio y somero; su abertura principal era interiomarginal, umbilical-extraumbililcal, con forma de ranura asimétrica y protegida por un pórtico; los pórticos de la aberturas de las cámaras precedentes se unen en el área umbilical; presentaban pared calcítica hialina, perforada con poros en copa y superficie lisa a pustulosa (muricada).

## Discusión
Clasificaciones posteriores han incluido Astrorotalia en la familia Planorotalitidae y en la superfamilia Globigerinoidea. Astrorotalia se considera un sinónimo subjetivo posterior de Planorotalites, ya que su especie tipo ha sido considerada un sinónimo subjetivo posterior de Planorotalites palmerae.

## Paleoecología
Astrorotalia incluye foraminíferos con un modo de vida planctónico, de distribución latitudinal preferentemente tropical, y habitantes pelágicos de aguas profundas (medio mesopelágico inferior a batipelágico superior).

## Clasificación
Astrorotalia incluye a la siguiente especie:
- Astrorotalia palmerae †

Otras especies consideradas en Astrorotalia son:
- Astrorotalia sterlaria †, considerada sinónimo posterior de Planorotalites palmerae

En Astrorotalia se ha considerado el siguiente subgénero:
- Astrorotalia (Clavatorella), aceptado como género Clavatorella